# Phorbia falcata
Phorbia falcata este o specie de muște din genul Phorbia, familia Anthomyiidae, descrisă de Ackland și Verner Michelsen în anul 1986.
Este endemică în Mongolia. Conform Catalogue of Life specia Phorbia falcata nu are subspecii cunoscute.